# 吸管

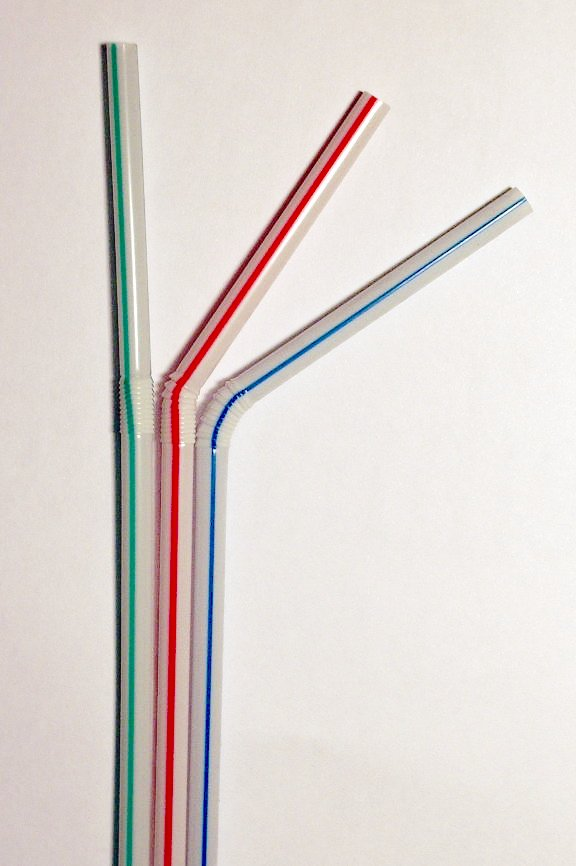
可屈曲的塑料吸管

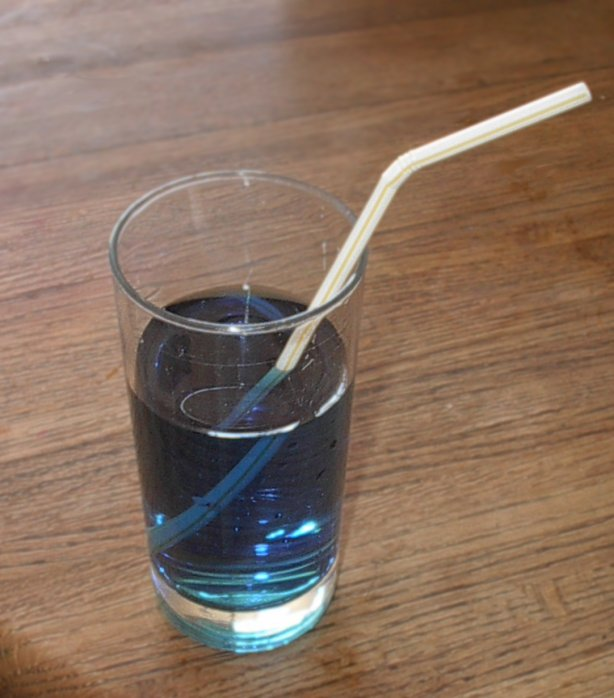
插在飲品中的吸管

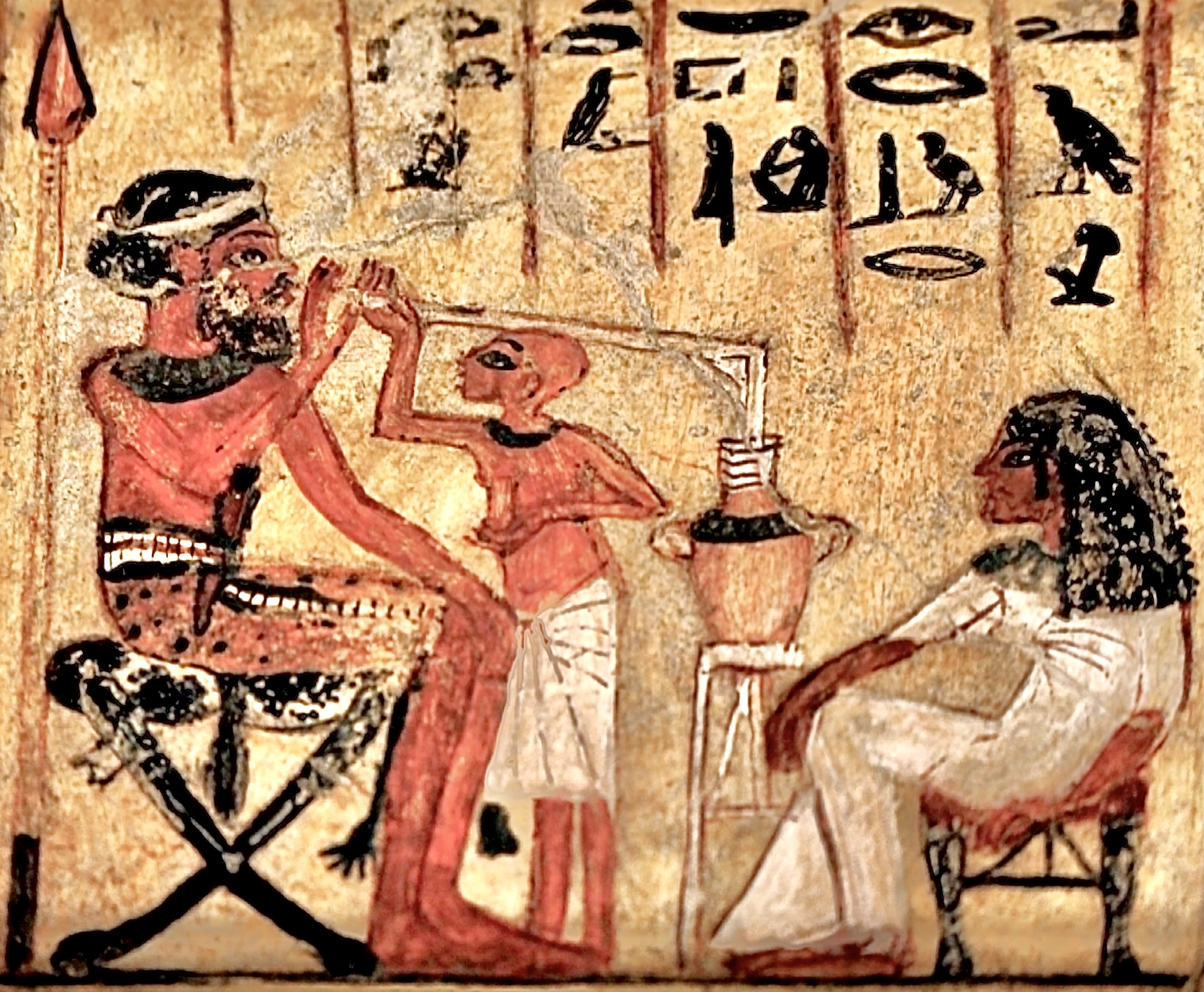
古埃及壁畫顯示古埃及人使用吸管喝啤酒

吸管（英語：drinking straw，直译麦管），呈圓柱狀，中空的，材質可以是塑膠、紙、竹、蘆葦、金屬、玻璃、甘蔗或可食用的材料。使用吸管可將飲料吸到口腔的後部及進入食道，飲料無須接觸牙齒，除了可避免飲用咖啡或茶葉等深色飲品，長期造成牙齒變色，亦可在飲用酸性飲料如檸檬茶時，減少酸性飲料與牙齒接觸，導致牙齒的琺瑯質受到酸蝕，也可避免有敏感牙齒的人飲用冷飲時造成不適。

## 概要
早期使用麥稈等多为天然产物，通常用於吸酒。現今採塑膠押出成型技術，透過機台將熱融性塑膠押出一條連續性的薄管，再裁切出需要的長度。其主要功用是用來吸取杯子中飲料，也有用来吸食一些烹饪好的动物长骨的骨髓。一般直径在0.5厘米左右，但是用来喝酸奶、奶昔、珍珠奶茶等饮品时，会用较粗的吸管，有的直径有1.5厘米。

## 原理
吸管主要利用大气压来实现，在大气环境下，当吸管一端插入液体，另一端抽走吸管中的空气或液体后，管内压力降低至低于大气环境的压强，使吸管外部大气压力作用于管外液体表面，将液体推进吸管中以使管内压力与管外气压平衡。

## 長短差異
市面上的飲料杯都大多是15到17公分，而吸管長度則是從15到25公分不等，根據不同工廠所製作的模板並不相同。吸管的長度越長吸速越慢，如果想吸快一些的便買短一點，想慢慢享用的長一些也無妨，吸管長度方面推薦選擇20公分的吸管，不會太長難以攜帶，也不會過短導致飲品過快喝完。

## 歷史

### 東方
目前已知最早的吸管，在7000年前由現今是伊拉克的蘇美爾人最早應用，蘇美爾古墓壁畫中顯示當時的貴族使用長條形的物體吸飲在陶罐內的啤酒。
唐朝诗人杜甫有诗云:“黄羊饫不膻，芦酒多還醉”。所谓“芦酒”就是用芦管吸饮的酒。宋朝时用的是“荻管”，庄绰《鸡肋篇》记载：“关右塞上有黄羊……又彼中造嗅酒，以荻管吸于瓶中”，荻比芦短小而中空、皮厚、色青（《本草纲目》）。明朝杨慎《艺林伐山》明确写道：“芦酒，以芦为筒，吸而饮之。”

### 西方
19世紀，美國人喜歡喝冰涼的淡香酒，為了避免口中的熱氣減低了酒的冰凍勁，因此喝時不用嘴直接飲用，而以中空的天然麥杆來吸飲，可是天然麥杆容易折斷，它本身的味道也會滲入酒中。1888年，當時美國有一名煙捲製造商馬文 史東，從煙捲中得到靈感，製造了一支紙吸管。試飲之下，既不會斷裂，也沒有怪味。從此，人們不只在喝淡香酒時使用吸管，喝其他冰涼飲料時，也喜歡使用紙吸管。
塑料發明後，紙吸管便被五顏六色的塑料製吸管取代了。現今有以醫療鋼作為材質的環保吸管，但清洗不易，長期清理不當容易滋生細菌。
有飲管使用朱古力製造，通常配合冷凍的牛奶飲品使用，吸入飲管的牛奶會變成帶有朱古力的味道。

## 吸管與環保
2015年，美國德州農工大學海龜研究專家菲珍拿（Christine Figgener）在哥斯達黎加發現一隻海龜的鼻子裏塞住異物，嘗試以鉗子拔出。在拔出「異物」的過程中，海龜因痛楚苦苦掙扎，鼻子更不斷流血，畫面令人傷感。經過約8分鐘後，研究人員總算順利將「異物」清出，細看之下竟然是塑膠飲管。短片在網上瘋傳，事件令大眾認識到塑膠飲管對海洋生態造成的禍害。
即棄塑料吸管的垃圾分解時間相當長，分解一條塑料吸管需要400至500年，與分解塑料瓶所需的450年差不多。香港海洋公園保育基金進行的調查顯示香港人每周平均耗用5.73條塑膠飲管，以此推算港人一年消耗約14.4億條塑膠飲管。而美國則每人每日平均耗用1.6條飲管，即每日總耗用量5億條。
有見及此，從2018年底開始香港陸續有不少連鎖式快餐店實行「無飲管日」，除了顧客主動要求索取外，店方將不會提供飲管，以減少使用即棄餐具及促進市民養成環保習慣。當中不少餐廳「無飲管日」已經成為恆常措施。香港麥當勞估計實施「無飲管日」後飲管消耗量將會減少三成。
2019年7月1日起，台灣政府部門、學校、百貨公司業及購物中心、連鎖速食店等，內食餐飲不得提供一次用塑膠吸管。
2020年1月16日，中华人民共和国国家发展和改革委员会和生态环境部联合印发了《关于进一步加强塑料污染治理的意见》，要求在2020年底全国范围餐饮行业禁止使用不可降解一次性塑料吸管，旨在进一步加强塑料污染治理。餐饮行业响应号召，提供纸质吸管或PLA生物可降解吸管等以代替塑料吸管。

## 紙吸管含有可致癌及不育物質
2024年比利時研究指出八成紙飲管含有可以引致癌症的全氟和多氟烷基物質（PFAS），這種普遍存在於紙飲管的物質可干擾內分泌，除了可以致癌，還可引致肝功能受損及不育，因此紙飲管不但無助環保，更有損健康，相關的研究報告已刊載於醫學學術期刊《Food Additives & Contaminants》上。